# Okan Yılmaz
Okan Yılmaz (Bursa, 16 maggio 1978) è un ex calciatore turco, di ruolo attaccante.

## Carriera

### Club
Ha giocato in numerose squadre turche. In particolare è rimasto per sette stagioni nel Bursaspor riuscendo a vincere due volte il titolo di capocannoniere del campionato turco di calcio. Successivamente inizia a girovagare in varie squadre turche, rimanendo non più di mezza stagione in ciascuna di esse. Nel 2008 ha tentato anche un'esperienza in Grecia nel Panthrakikos F.C., per poi ritornare in patria, dove ha concluso la sua carriera.

### Nazionale
Nel 2000 ha fatto parte dell'Under-21 turca. Con la Nazionale maggiore ha poi preso parte alla Confederations Cup 2003, dove, anche grazie alle sue tre reti, la Turchia è giunta al terzo posto. Complessivamente ha totalizzato 8 presenze e 5 reti in Nazionale maggiore.

## Palmarès

### Individuale
- Capocannoniere del campionato turco: 2

2000-2001, 2002-2003